# هات‌پوینت
شرکت هات‌پوینت الکتریک هیتینگ (انگلیسی: Hotpoint) که به طور خلاصه به هات‌پوینت معروف است یک شرکت آمریکایی - اروپایی تولیدکننده لوازم خانگی می‌باشد. مالکیت این برند بین شرکت‌های ویرلپول آمریکایی که دارای حقوق اروپایی می‌باشد و شرکت چینی هایر تقسیم شده است.